# Banco San Miguel
Banco San Miguel é um bairro da cidade de Assunção, no Paraguai, localizado a orlas do rio Paraguai e da Baía de Assunção.
Com 953 habitantes segundo o censo do 2002 da DGEEC é o segundo bairro menos povoado da cidade, superado só por Ñu Guazú. Isto se deve ao fato de o Banco San Migual é majoritariamente coberto por pântanos.

## Características
Este lugar é utilizado pela população local para recreação como praia e pesca. Atualmente, no bairro há um clube social, um destacamento naval, e algumas casas de férias. Geograficamente, este lugar faz parte do Banhado Norte da cidade de Assunção.
Este terreno corre risco de alagamento em épocas de crescente do rio Paraguai devido a sua baixa altitude. Até finais dos 1970, o tráfego de veículos terrestres, que se deslocavam rumo ao Baixo Chaco ou à Argentina, se fazia por uma doca no bairro com uma rampa que facilitava o acesso dos carros à balsa que zarpava ao porto de Chaco-í até a conclusão das obras da Ponte Remanso sobre o rio Paraguai.

## Limites
Seus limites são:
- Ao norte o rio Paraguai.

- Ao sul a baía de Assunção e o bairro San Juan.

- Ao leste o bairro Tablada Nova.

## Vias
A principal via de acesso a este bairro é a rua San Estanislao. 